# Гундоров, Фёдор Васильевич
Князь Фёдор Васильевич Гундоров — голова и воевода во времена правления Ивана IV Васильевича Грозного.
Из княжеского рода Гундоровы. Второй сын князя Василия Ивановича по прозванию "Немая Тетёрка". Имел братьев, князей: Ивана и Давыда Васильевичей.

## Биография
В 1550 году записан в Дворовой тетради "из Вязьмы". В 1559 году упомянут полковым головою. В январе 1560 года , во время Ливонской войны, послан первым головою Сторожевого полка при князе Андрее Ивановиче Ногтеве в походе из Пскова к Алысте, Резице и иным порубежным городам Лифляндии. В 1564 году при сходе воевод из Почепа у брянского леса, велено быть ему вторым воеводой Сторожевого полка.
По родословной росписи показан бездетным.

## Критика
В родословной книге М.Г. Спиридова и поколенной росписи поданной в 1682 году в Палату родословных дел, у отца, князя Василия Ивановича "Немая Тетёрка", показано по старшинству три сына: Иван, Фёдор и Давыд Васильевичи.
В "Русской родословной книге" А.Б. Лобанова-Ростовского и "Истории родов русского дворянства" П.Н. Петрова, у отца показан ещё один сын князь Пётр Васильевич, который определён, как старший.